# Korutany (Slovinsko)

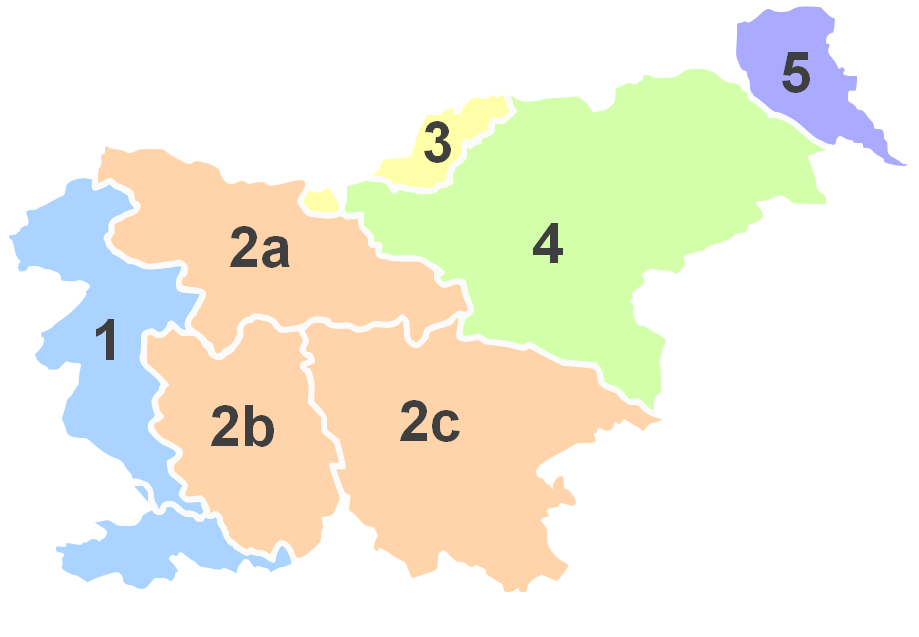
Historická území Slovinska:
1 Přímoří; Kraňsko: 2a Horní Kraňsko
2b Vnitřní Kraňsko, 2c Dolní Kraňsko
3 Korutany; 4 Dolní Štýrsko; 5 Zámuří

Korutany či slovinské Korutany (slovinsky Koroška či slovénska Koróška; německy Kärnten) je souhrnné označení pro region na severu Slovinska, historicky náležející k vévodství Korutany. Po první světové válce byla část této korunní země habsburské monarchie odtržena a připojena k někdejšímu Státu Slovinců, Chorvatů a Srbů. V roce 1941 po dubnové válce bylo toto území připojeno k Třetí říši a na starost ho dostal rakouský nacista Friedrich Rainer. Území bylo spojenci dobyto v květnu 1945 a znovu připojeno k jugoslávskému království, pozdější Socialistické federativní republice Jugoslávii. Po rozpadu Jugoslávie se stalo součástí Slovinska.
Na severu hraničí s rakouskou spolkovou zemí Korutany, na východě se slovinskou historickou zemí Kraňsko a na jihu s Dolním Štýrskem. V roce 2008 tu žilo okolo 74 000 obyvatel.
Slovinské Korutany se rozkládají v zalesněné, hornaté krajině. Těžba olověných a zinkových rud tu poškodila značnou část lesů.